# Historia Naturalis Brasiliae

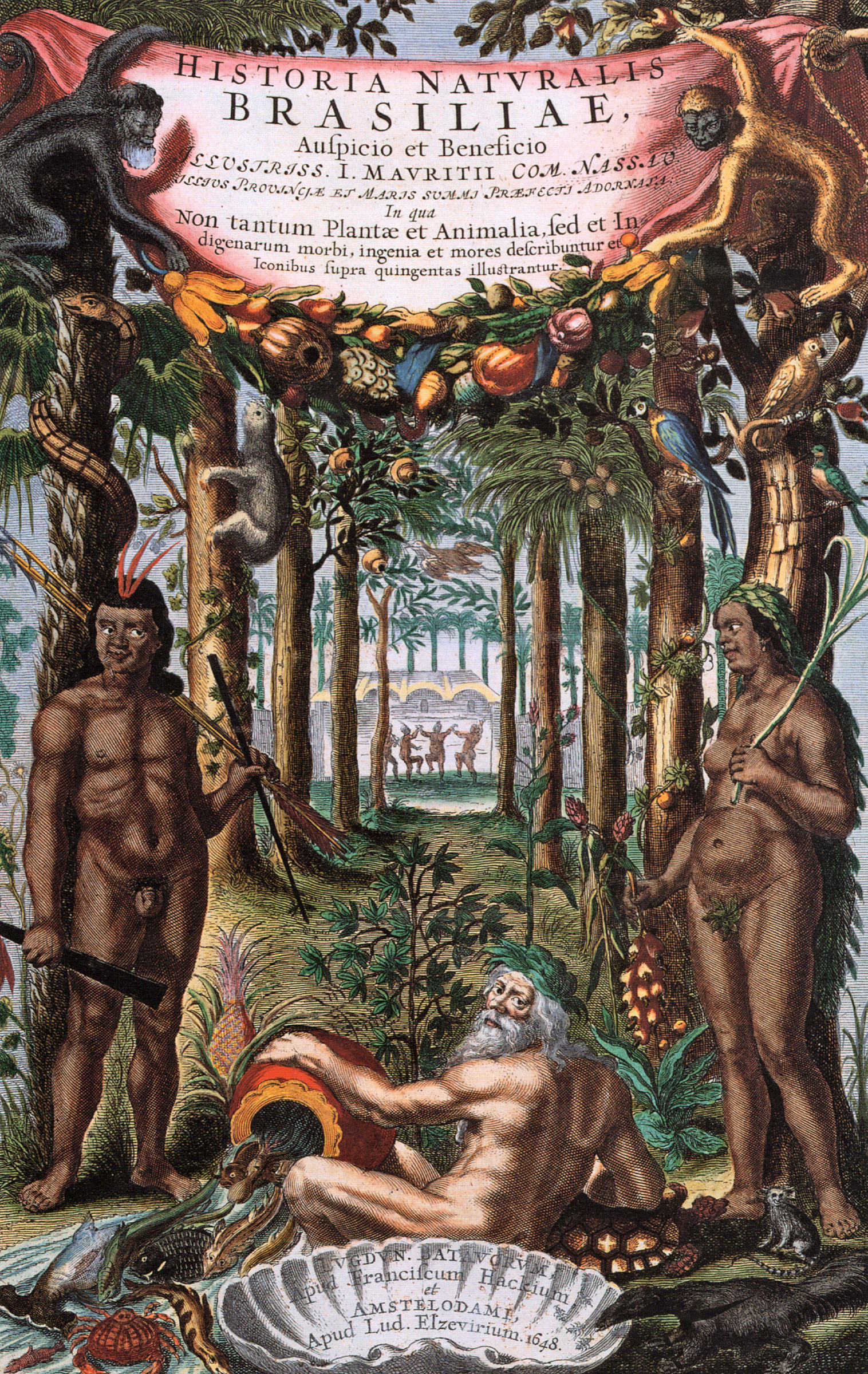
Kolorierter Frontispiz von Historia Naturalis Brasiliae, 1648

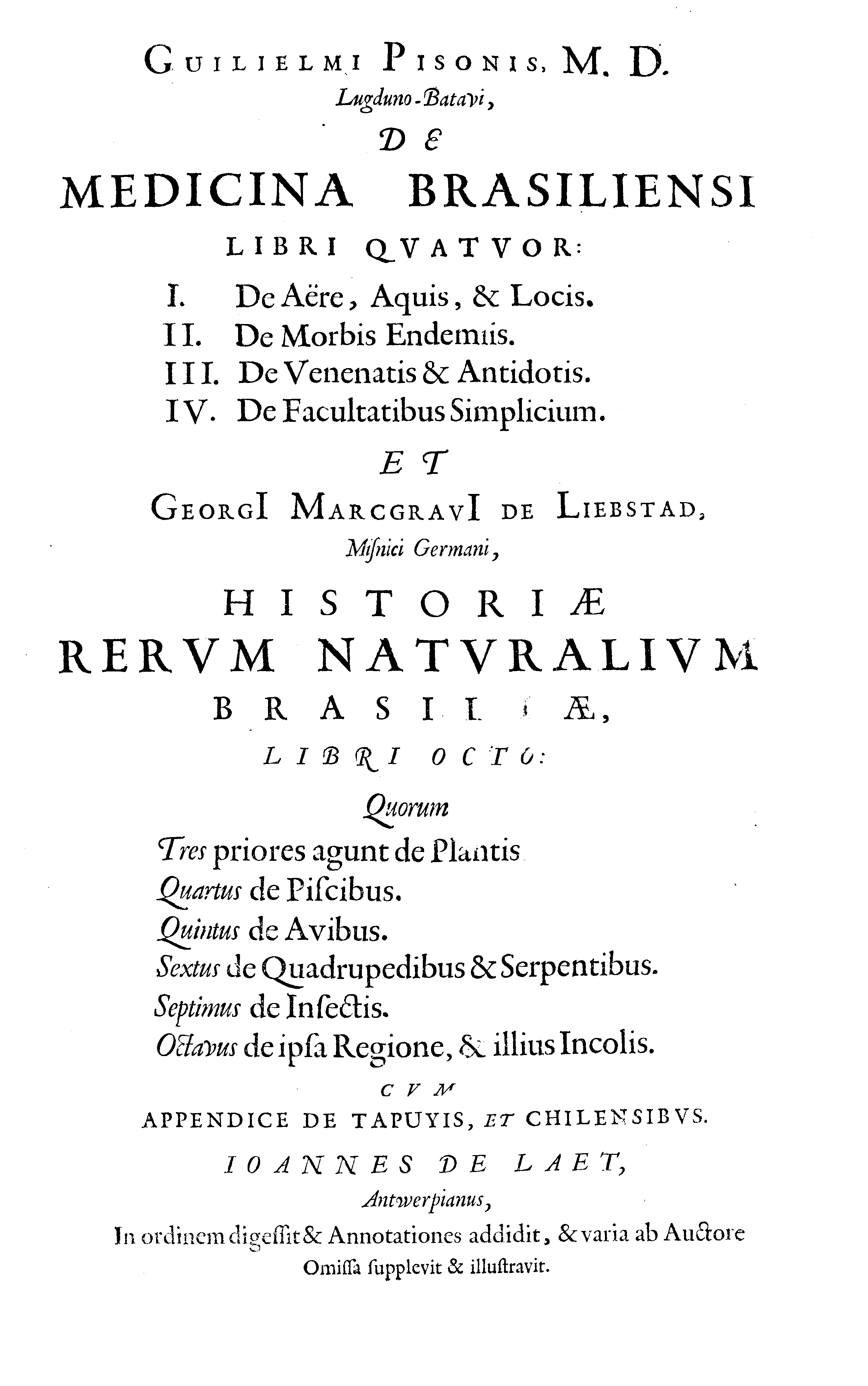
Zwischentitel mit der Inhaltsübersicht der beiden Werke

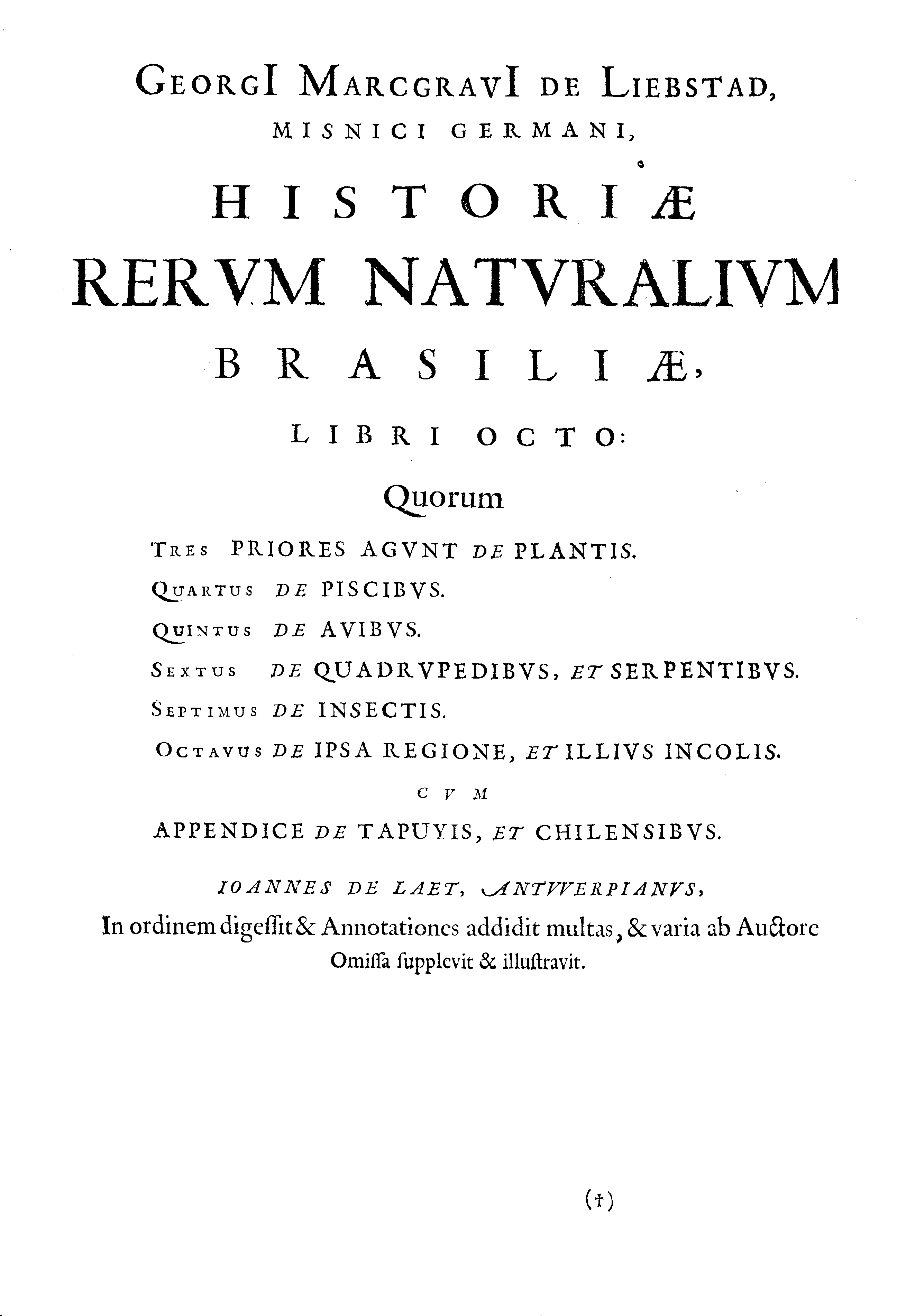
Titelseite von Marggrafs Historiae rervm natvralivm Brasiliae

Historia Naturalis Brasiliae (deutsch: Naturgeschichte Brasiliens) ist ein 1648 von Johannes de Laet herausgegebenes lateinische Werk mit medizinischen und naturkundlichen Abhandlungen von Willem Piso und Georg Marggraf. Der gemeinsame Titel vereinte Pisos’ Schrift De medicina Brasiliensi libri quatuor und Marggrafs Historiae rervm natvralivm Brasiliae, libri octo.

## Werk
Der Folio-Band Historia naturalis Brasiliae auspicio et beneficio illustrissimi Ioannis Mauritii, comitis Nassau, illius provinciae et maris summi praefecti adornata, in qua non tantum plantae et animalia, sed et indigenarum morbi, ingenia et mores describuntur et iconibus supra quingentas illustrantur erschien 1648 als Gemeinschaftsausgabe der Verleger Ludwig Elzevier (1604–1670) aus Amsterdam und Frans Haack (1605?–1669) aus Leiden. Das mit 540 Holzschnitten illustrierte Werk umfasst zwei Teile: Willem Pisos De medicina Brasiliensi und Georg Marggrafs Historiae rervm natvralivm Brasiliae.

### Inhalt
Der erste Teil besteht aus vier Büchern. Er behandelt lokale Krankheiten, brasilianische Heilkunde und deren Medizinalpflanzen. Nur das vierte Buch ist illustriert. Er umfasst 122 nummerierte Seiten mit 104 Holzschnitten, darunter 95 botanische.
Der zweite Teil besteht aus acht Büchern. Die ersten drei Bücher beschäftigen sich mit der Pflanzenwelt geordnet nach Kräutern, Pflanzen mit Früchten sowie Sträuchern und Bäumen. Die darauffolgenden vier Bücher behandeln die Tierwelt aufgeschlüsselt nach Fischen, Vögeln, Vierfüßern und Reptilien sowie Insekten. Den Abschluss, der 293 nummerierten Seiten, bildet ein Buch über Völkerkunde. Der zweite Teil ist mit 436 Holzschnitten, davon 206 botanischen, illustriert.

### Gliederung
- Frontispiz
- Titel
  - De medicina Brasiliensi libri quatvor
    - Celsissimo Principi […] (Widmungsepistel)
    - Benevolo Lectori. (Vorrede)
    - Svmmaria librorvm seqventivm. (Inhaltsverzeichnis)
    - Errata. (Fehler)
    - I. De Aëre, Aqis, & Locis.
    - II. De Morbis Endemiis. (22 Kapitel)
    - III. De Venenatis & Antidotis.
    - IV. De Facultatibus Simplicium. (104 Kapitel mit Abbildungen)
    - Index Rervm et Verborvm. (Index)

  - Historiae rervm natvralivm Brasiliae, libri octo
    - Titel
    - Ioanni mavritio, nassaviae comiti […] (Widmung an Fürst Johann Moritz von Nassau-Siegen)
      - Benevolos Lectores. (Vorrede)
      - Svmmaria librorvm seqventivm. (Inhaltsverzeichnis)
      - Errata. (Fehler)
      - Tres priores agunt de Plantis.
        - I. De Herbis.
        - II. De Plantis Frutescentibus & Fruticibus.
        - III. De Arboribus.

      - IV. De Piscibus.
      - V. De Avibus.
      - VI. De Quadripedibus & Serpentibus.
      - VII. De Insectis.
      - VIII. De ipsa Regione, & illius Incolis.
      - Appendix de Chilensibvs (Anhang über Chile)
      - Appendix ad libros de plantis. (Anhang mit vier Pflanzenabbildungen)
      - Index omnivm plantarvm et animantivm. (Index)